# Money Johnson
Harold „Money“ Johnson (* 23. Februar 1918 in Tyler, Texas; † 28. März 1978 in New York City) war ein amerikanischer Jazztrompeter, zu dessen Repertoire auch Flügelhorn und Gesang gehörte.

## Leben und Wirken
Johnson begann mit 15 Jahren Trompete zu spielen; Anfang der 1930er-Jahre begann er seine Karriere in Eddie and Sugar Lou's Tyler Hotel Orchestra, bevor er 1936 nach Oklahoma City zog, um im Jahr darauf in der Territory Band von Nat Towles zu spielen. Ab 1940 arbeitete er bei Horace Henderson, mit dem in New York erste Aufnahmen entstanden, ab 1944 erneut bei Towles, dann bei Cootie Williams, Lucky Millinder, Bull Moose Jackson, Paul Bascomb und Don Redman und Count Basie. Bei Jamsessions in Oklahoma City spielte er mit Charlie Christian und Henry Bridges. In den 1950er-Jahren arbeitete Johnson mit verschiedenen Musikern und Bandleadern zusammen, wie Reuben Phillips, Herbie Fields, Louis Jordan, Esther Phillips, Mercer Ellington, Cozy Cole, Buddy Johnson, Lucky Thompson und Sy Oliver. 1953 tourte er mit Panama Francis in Uruguay; 1966 und 1968 im Auftrag des State Department mit Earl Hines in der UdSSR und in Europa. Ende des Jahrzehnts arbeitete er sporadisch mit Duke Ellington in New York, ferner nahm er mit Jack McDuff (A Change Is Gonna Come, 1966) und Houston Person (Houston Express, 1970) auf. In den frühen 70ern war er regelmäßiges Mitglied des Duke Ellington Orchestra, zu hören auf Alben wie Up in Duke's Workshop (1969). In den 1970er- und frühen 80er-Jahren nahm er noch mit Buck Clayton und Cliff Smalls auf. Im Bereich des Jazz war er zwischen 1940 und 1982 an etwa 110 Aufnahmesessions beteiligt.